# Independencia, Salto de Agua
Independencia är en ort i Mexiko.   Den ligger i kommunen Salto de Agua och delstaten Chiapas, i den sydöstra delen av landet, 800 km öster om huvudstaden Mexico City. Independencia ligger 61 meter över havet och antalet invånare är 286.
Terrängen runt Independencia är kuperad. Runt Independencia är det ganska tätbefolkat, med 60 invånare per kvadratkilometer. Närmaste större samhälle är Salto de Agua, 12,1 km norr om Independencia. Trakten runt Independencia består till största delen av jordbruksmark.